# Esprit-Joseph Chaudon
Pour les articles homonymes, voir Chaudon.
Esprit-Joseph Chaudon, né à Valensole en Provence vers 1745, où il est mort en 1821, est un bibliographe et homme de lettres français.

## Biographie
Il enseigna les humanités dans divers collèges oratoriens avant de se livrer à une carrière littéraire. Outre les ouvrages qu'il publia anonymement, il prépara pour son frère, Louis-Mayeul Chaudon, les matériaux qui devaient former la Bibliothèque d'un homme de goût, ou Avis sur le choix des meilleurs livres écrits en notre langue sur tous les genres de sciences et de littérature.
Il avait un autre frère François-Melchior, capucin, également auteur de divers ouvrages d’érudition ou de littérature.

## Publications
- Les Imposteurs démasqués et les usurpateurs punis, ou Histoire de plusieurs aventuriers qui ayant pris la qualité d'empereur, de roi, de prince, d'ambassadeur, de tribun, de messie, de prophète, etc., ont fini leur vie dans l'obscurité ou par une mort violente, 1776.
- Dictionnaire interprète-manuel des noms latins de la géographie ancienne et moderne, pour servir à l'intelligence des auteurs latins, 1777.
- Les Flèches d'Apollon, ou Nouveau Recueil d'épigrammes anciennes et modernes, 2 vol., 1787.